# Vũ Bản
Vũ Bản là một xã thuộc huyện Bình Lục, tỉnh Hà Nam, Việt Nam.
Xã Vũ Bản 9650 nhân khẩu (cuối năm 2010). Thu nhập bình quân đầu người của Vũ Bản là 60 triệu đồng/người/năm. Tốc độ tăng trưởng kinh tế 11%.
Vũ Bản gồm nhiều làng với tổng cộng 20 thôn (chia làm 2 hợp tác xã nông nghiệp là HTX Vụ Bản và HTX Vũ Thành). Làng Vũ nổi tiếng với môn vật, làng Vọc (làng Thành Thị) nổi tiếng với nghề nấu rượu, làm đậu và nghề làm bánh đa. Rượu làng vọc thơm ngon có tiếng mới đây thương hiệu "Vọc Long Tửu" đã được Vinh danh đứng thứ hai về chất lượng trên toàn quốc từ hội trợ triển lãm các sản phẩm nông sản Việt Nam. phụ. Tại Thôn Chính Bản (đội 12) có thờ tượng cổ của Mẫu Liễu Hạnh trôi về, tương truyền có câu nhất Phủ Giầy nhì Phủ Chính Bản hiện tại tượng cổ và sắc phong vẫn được bảo vệ thờ cúng rất tốt. Còn thôn Nãi Văn nơi có nhà thờ họ Ngọc với kiểu kiến trúc đình làng đặc trưng Bắc Bộ. Nơi thờ ông Trần Huy Côn đê tam khoa thi (1849 năm Kỷ Dậu) vua Tự Đức. Nay vẫn còn lưu giữ ở Huế.Thôn Nam có Đình Nam, là di tích lịch sử.
Xưa kia, xóm An Khang hay còn gọi là xóm ba nhà nay thuộc xóm Văn An được thành lập gồm ba họ là Nguyễn, Nho, Công đến lập xóm trên vùng đất xung quanh toàn lau say nước ngập mênh mông. Trải qua thăng trầm lịch sử nay vẫn còn giữ ngôi đền thờ Hưng Đạo Vương mang tên An Khang Tư còn nguyên vẹn. Vũ Bản vốn là nơi Đào Cam Mộc rồi sau đó là Trần Thủ Độ đặt thái ấp. de